# Poison (singel The Prodigy)
Poison – tytuł utworu i dziesiątego singla brytyjskiej formacji The Prodigy. Singel został wydany 6 marca 1995 r. i dotarł do 15. pozycji na liście najlepiej sprzedających się singlii w Wielkiej Brytanii. Mimo iż okładki płyt sugerują, że lista utworów jest identyczna, tak naprawdę wersja vinylowa różni się od wersji CD - na 12" zamieszczono pełną wersję 95 EQ, natomiast na CD wersję skróconą znaną z teledysku.

## Lista utworów

### 12-cal. winyl(XLT 58)
"Poison" (95 EQ) (6:12)
"Rat Poison" (5:34)
"Scienide" (5:54)
"Poison" (Environmental Science Dub Mix) (6:18)

### CD singel (XLS 58 CD)
"Poison" (95 EQ) (4:05)
"Rat Poison" (5:34)
"Scienide" (5:54)
"Poison" (Environmental Science Dub Mix) (6:18)